# Мемфисский университет
Мемфисский университет или Университет Мемфиса — университет США, находящийся в городе Мемфис, штат Теннесси. Основанный в 1912 году. Университет является крупнейшим в своём штате, в нём по 270 специальностям обучаются 25 тысяч студентов из всех штатов США и более, чем 100 стран мира. В мире проживает более 240 000 выпускников университета, половина из которых живут в Теннесси.